# Die zwölf Apostel (Marlitt)

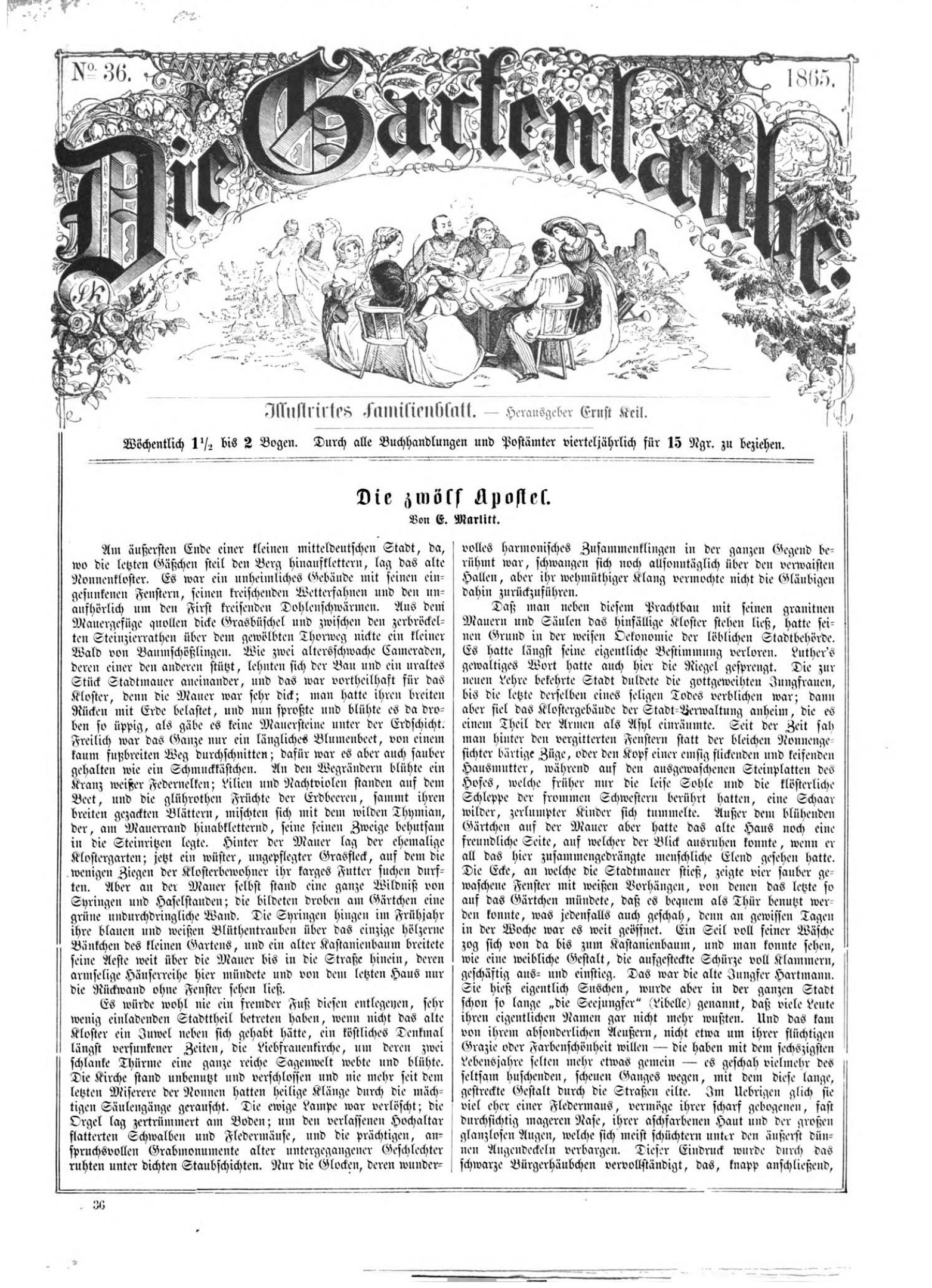
Die erste Seite des Abdrucks in der Gartenlaube

Die zwölf Apostel ist eine Erzählung, die E. Marlitt 1865 in der Familienwochenschrift „Die Gartenlaube“ veröffentlicht hat (Hefte 36–39). Die Arbeit, Marlitts literarisches Debüt, war ein solcher Publikumserfolg, dass Ernst Keil, der Verleger der Zeitschrift, schon drei Monate später auch mit der Publikation von Marlitts erstem Roman, Goldelse, begann. Die erste Buchausgabe, die die Erzählung enthielt, war der 1869 vom Herausgeber der „Gartenlaube“, Ernst Keil, publizierte Sammelband Thüringer Erzählungen.
Das Werk erzählt die Geschichte der jungen Maddalena, die als Fremde in der thüringischen Stadt, in der sie aufwächst, ausgegrenzt wird, schließlich aber Liebe und über diese auch gesellschaftliche Anerkennung findet.

## Handlung
Teil 1. Ort der Handlung ist eine unbezeichnete Stadt in Thüringen (gemeint ist Arnstadt). Die Zeit ist die Gegenwart der Autorin, also das 19. Jahrhundert.
Suschen Hartmann, genannt „die Seejungfer“, ist die Tochter eines armen Schusters. Ihr Bruder Leberecht hat als Student der Theologie einen ganzen Schrank mit guten Büchern gefüllt, stirbt aber an Tuberkulose. Allzu früh stirbt auch beider Mutter, nämlich bei der Geburt eines dritten Kindes, einer Tochter Magdalene, die Suschen aufziehen muss. Als bald nach Leberecht auch der Vater stirbt, sind Suschen und die kleine Magdalene ganz allein auf der Welt. Im ehemaligen Nonnenkloster, das nun Armenasyl ist, finden sie Zuflucht. Suschen verdient ihr Geld als Feinwäscherin.
Magdalene wächst heran. Die örtliche Prinzessin beschäftigt an ihrem Hof einen neapolitanischen Bildhauer, Giuseppe Bervaldo. Giuseppe und Magdalene verlieben sich, heiraten und gehen nach Italien.
14 Jahre später sind beide tot. Sie hinterlassen eine 8-jährige Tochter, Maddalena. Suschen, inzwischen eine alte Frau, nimmt die Waise auf. Wegen ihres südländischen Aussehens wird Maddalena von den anderen Kinder „Tater“ („Zigeunerin“) gescholten, gehänselt und ausgegrenzt. Besonders scheußlich verhält sich Antonie, die verwöhnte und streberhafte Enkelin der Frau Rätin Bauer. Als die Rätin noch ein junges Mädchen war und „Friederike“ gerufen wurde, hatte Leberecht sie geliebt. Dass Friederike einen anderen geheiratet hat, brach Leberecht das Herz; bereits am Tag nach der Hochzeit war er tot. Die Rätin wurde später streng und ein Ausbund an Dünkelhaftigkeit. Sie ist eine Schwester des Bürgermeisters Werner, dessen Sohn Egon von Maddalena aufgrund seiner Nähe zu Antonie ebenfalls zu ihren Peinigern gezählt wird.
Doch nicht alle sind schlecht zu Maddalena. Ein alter Maler, Mitbewohner im alten Nonnenkloster, entdeckt, dass das Mädchen künstlerisches Talent besitzt, unterrichtet sie im Zeichnen und ermutigt sie, die von Leberecht hinterlassenen Bücher zu lesen. Nachdem der Maler stirbt, kümmert der alte Jacob sich um sie.
Teil 2. Zwölf Jahre später. Aus dem wilden Kind Maddalena ist eine junge Frau geworden, die nun Lenchen gerufen wird. Sie hat aus dem Illustrieren von Leichencarmen (Trauergedichten) einen Beruf gemacht, schenkt ihre Werke aus Mitleid mit den Trauernden aber eher weg, als Geld dafür zu nehmen.
Teil 3. Egon Werner verliert seine Eltern, erhält aber eine gute Ausbildung und kann in Italien Malerei studieren. Nach vielen Jahren kehrt er nun zurück und sucht Suschen auf, die den Schlüssel zur nicht mehr genutzten Klosterkirche verwahrt. Egon ist die Sage zu Ohren gekommen, dass auf dem Klostergelände zwölf Silberfiguren versteckt liegen sollen, welche die Apostel darstellen. Als Künstler macht ihn das neugierig, er möchte die Kirche sehen. In Lenchen, an die er sich überhaupt nicht mehr erinnert, verliebt er sich auf den ersten Blick. Diese jedoch kann ihm die vermeintliche frühere Unfreundlichkeit nicht verzeihen und begegnet ihm mit offener Feindseligkeit, zumal sie glaubt, dass es nur der materielle Wert der Apostelfiguren sei, der ihn interessiert. Egon widerspricht ihr: „Da ich jedoch bis jetzt nicht den mindesten Appetit nach diesen todten Schätzen hege, so werde ich mich an den Apostel halten, in dessen wundervoller Lehre mir ein neues Leben aufgeht, der zu allen Zeiten die Welt durchstreift und liebliche Botschaft bringt. Er entzündet plötzlich ein strahlendes Licht in den armen Menschenkindern, die bis dahin in Blindheit wandelten.“
Lenchen weiß zunächst nicht, dass Egon ein Schüler von Leberecht war und ein guter Mensch ist. So gibt er gleich nach seiner Rückkehr aus Italien dem Not leidenden alten Jacob und dessen Frau eine Wohnung in seinem Haus, in dem auch die Rätin und ihre Enkelin Antonie wohnen. Während eines Besuches bei Jacob werden Suschen und Lenchen Zeugen, wie Egon Antonie scheinbar den Hof macht. Lenchen hat sich in Egon verliebt und ist von dieser Beobachtung schwer getroffen. Das ist nicht das einzige Missverständnis zwischen den Liebenden: Lenchen ist auch eifersüchtig auf die Porträtzeichnung, die Egon von einer jungen Frau angefertigt hat und über die er geäußert hat, er wolle keine andere als diese heiraten. Freilich hat Lenchen die Zeichnung gar nicht gesehen und weiß darum auch nicht, dass sie selbst – Lenchen – die Dargestellte ist. Ein weiteres Missverständnis ergibt sich, als die Rätin Suschen und Lenchen, die nach ihrem Besuch bei Jacob das Werner-Grundstück verlassen, als „Gesindel“ beschimpft. Zwar weist Egon die Tante zurecht; Lenchen glaubt jedoch, dass nicht Sympathie ihn dazu veranlasst, sondern Unmut über die Rätin, die sich auf seinem Grund und Boden wie eine Hausherrin aufspielt. Am Ende kann Lenchen all die vermutete Feindseligkeit nicht mehr ertragen und beschließt, die Stadt zu verlassen.
Teil 4. Noch vor Lenchens Abreise kommt es zu einer zufälligen Begegnung der Liebenden in der Klosterkirche, bei der Lenchen sich ihre ganze Verbitterung vom Herzen redet und Egon endlich erfährt, warum sie ihm so ablehnend begegnet ist. Wenig später entdeckt Lenchen auf dem Klostergelände einen Geheimgang, dem sie neugierig folgt, bis sie sich überraschend im Garten des Werner-Hauses wiederfindet. Dort wird sie zum Glück nicht von der Rätin, sondern von Egon Werner entdeckt, der sie in seine Arme schließt:
„Also den sagenhaften zwölf Aposteln habe ich’s zu danken, daß ich schneller an mein glückliches Ziel kam, als ich zu hoffen wagte!“ rief Werner lachend. „Weißt Du auch noch, was ich Dir bei unserem ersten, so stürmisch endenden Gespräch wünschte?“
„Gewiß – jener Apostel…“
„Ist die Liebe.“

## Ausgaben (Auswahl)
- Die zwölf Apostel. Zenodot, 2015, ISBN 978-3-8430-9660-7.
- Die zwölf Apostel. In: Thüringer Erzählungen: Schulmeisters Marie, Die zwölf Apostel, Blaubart, Amtmanns Magd. Hofenberg, 2018, ISBN 978-3-7437-2576-8, S. 58–112.